# Hrabstwo Lincoln (Nowy Meksyk)
Hrabstwo Lincoln (ang. Lincoln County) – hrabstwo w stanie Nowy Meksyk w Stanach Zjednoczonych.

## Miasta
- Carrizozo
- Ruidoso Downs

## CDP
- Nogal

## Wioski
- Capitan
- Corona
- Ruidoso